# Banco Central de Chile
El Banco Central de Chile es un organismo autónomo y de rango constitucional, de carácter técnico, con personalidad jurídica y patrimonio propio, que tiene por objeto velar por la estabilidad de la moneda y el normal funcionamiento de los pagos internos y externos en Chile; para ello tiene diversas atribuciones en materias monetarias, financieras, crediticias y de cambios internacionales.

## Historia

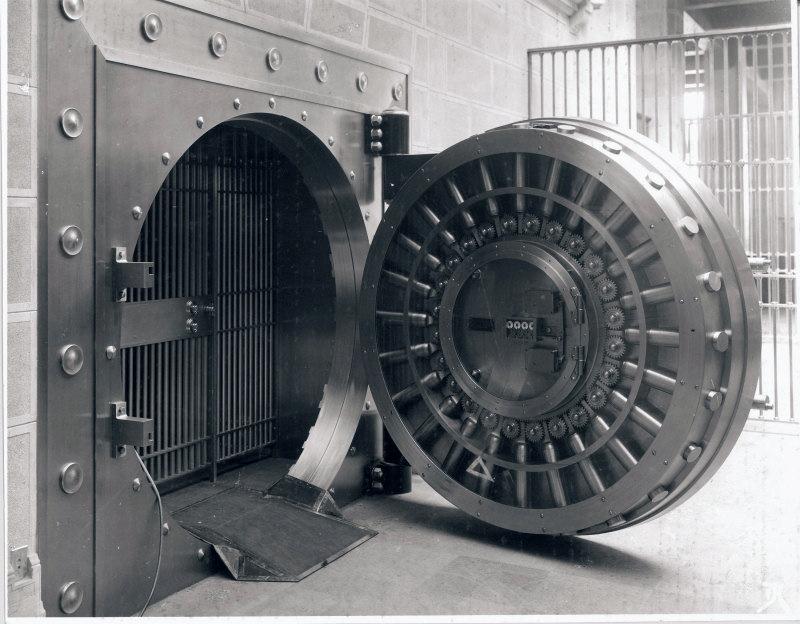
Bóveda principal del banco en los años 1930.

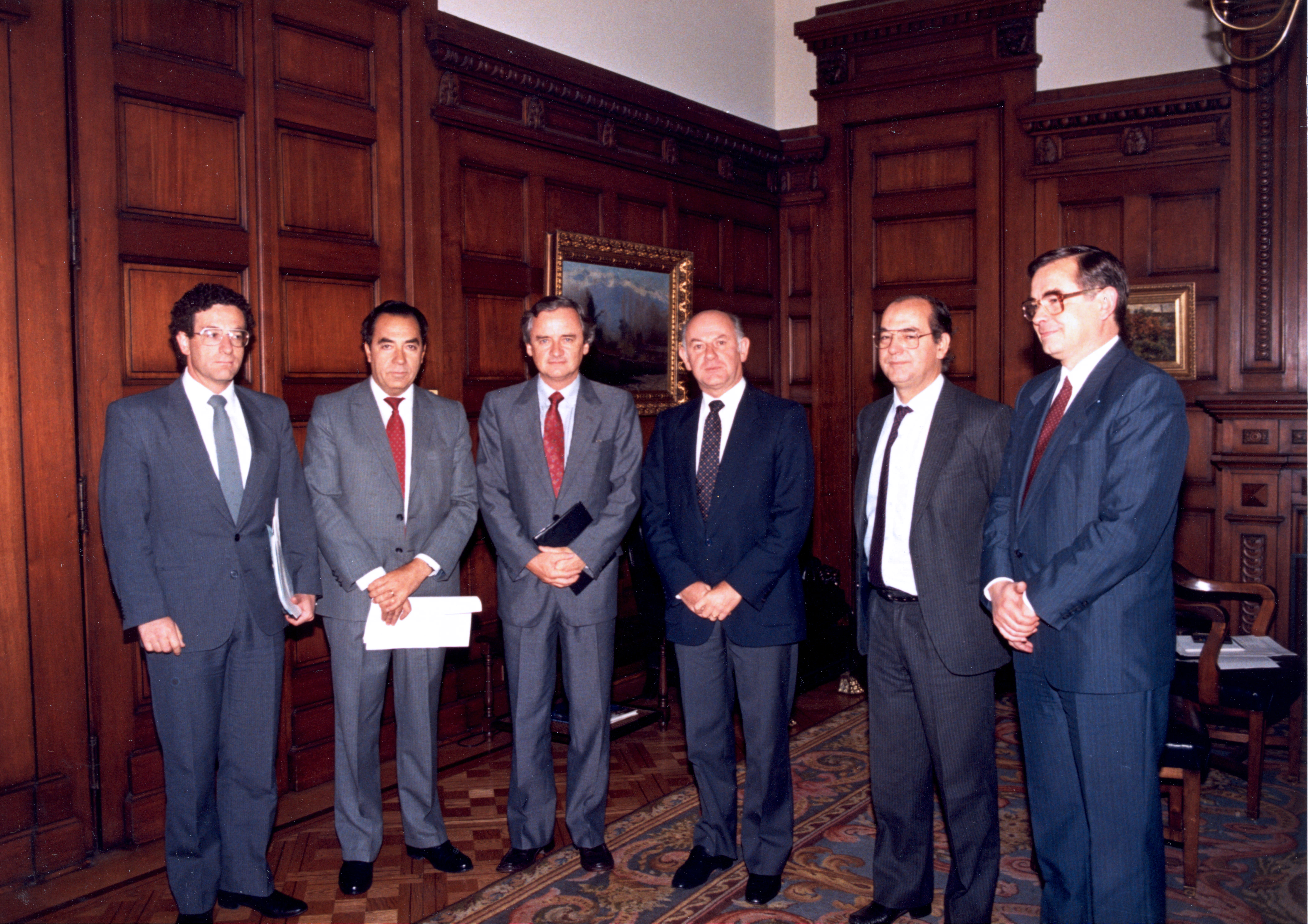
El primer Consejo del Banco Central autónomo en 1990. (de izquierda a derecha): Roberto Zahler, Enrique Seguel, Alejandro Foxley (Ministro de Hacienda), Andrés Bianchi (presidente), Juan Eduardo Herrera y Alfonso Serrano.

El Banco Central fue creado mediante el Decreto Ley N.° 486, publicado el 22 de agosto de 1925, bajo el gobierno de Arturo Alessandri. Esta institución abrió sus puertas al público el 11 de enero de 1926.
El Banco Central de Chile quedó sujeto a la fiscalización general de la Superintendencia de Bancos, creada por la «Ley General de Bancos», cuyo texto original fue aprobado con el Decreto Ley N.° 559 del 26 de septiembre de 1925.
A partir de 1975, se ha hecho un ordenamiento de las funciones del Banco. Se le prohibió la concesión de financiamiento tanto al sector público como al sector privado no financiero. Esto le permitió concentrarse en su función propia: la estabilidad macroeconómica y financiera.
Desde octubre de 1989 está regido por una ley orgánica de rango constitucional, la ley N.° 18.840, que le otorga autonomía del Gobierno y le fija como objetivos los de velar por la estabilidad de la moneda y por el normal funcionamiento de los pagos internos y externos. Por ello, no está sujeto ni a la fiscalización de la Contraloría General de la República ni a la de la Comisión para el Mercado Financiero, si bien forma parte de la administración del Estado.

## Funciones

Sello del Banco Central de Chile.

El Banco Central tiene como objetivo principal el velar por la estabilidad de la moneda y el normal funcionamiento de los pagos internos y externos.
En este sentido, uno de los objetivos que la Ley Orgánica establece en su artículo 3° al Banco Central de Chile es velar por la estabilidad de la moneda, entendido como mantener la inflación baja y estable en el tiempo. También debe promover la estabilidad y eficacia del sistema financiero, velando por el normal funcionamiento de los pagos internos y externos. Para cumplir con sus objetivos, el Banco tiene dentro de sus atribuciones, regular la cantidad de dinero en circulación y el crédito en la economía, de manera que sean suficientes para que las personas, empresas e instituciones hagan sus transacciones.
Más detalladamente, tiene atribuciones para la regulación de la cantidad de dinero y de crédito en circulación, la ejecución de operaciones de crédito y cambios internacionales, como, asimismo, la dictación de normas en materia monetaria, crediticia, financiera y de cambios internacionales. El Banco Central tiene la facultad exclusiva de emitir billetes y acuñar monedas, conforme al artículo 28º y siguientes de su Ley Orgánica Constitucional, teniendo la propiedad intelectual sobre los diseños de los billetes y monedas en actual circulación, según consta la inscripción N.º 115.594 del Departamento de Propiedad Intelectual, por lo que se encuentra prohibida la publicación o reproducción de ellos en forma total o parcial sin su consentimiento. 
En resumen, las funciones de esta entidad son: 
1. Emisión de billetes y monedas.
2. Regulación de la cantidad de dinero en circulación y de crédito.
3. Regulación del sistema financiero y del mercado de capitales.
4. Cautelar la estabilidad del sistema financiero.
5. Actuar como agente fiscal en la contratación de créditos.
6. Actuar en materias internacionales.
7. Actuar en materia de operaciones de cambios internacionales.
8. Publicar las principales estadísticas macroeconómicas nacionales.

## Consejo

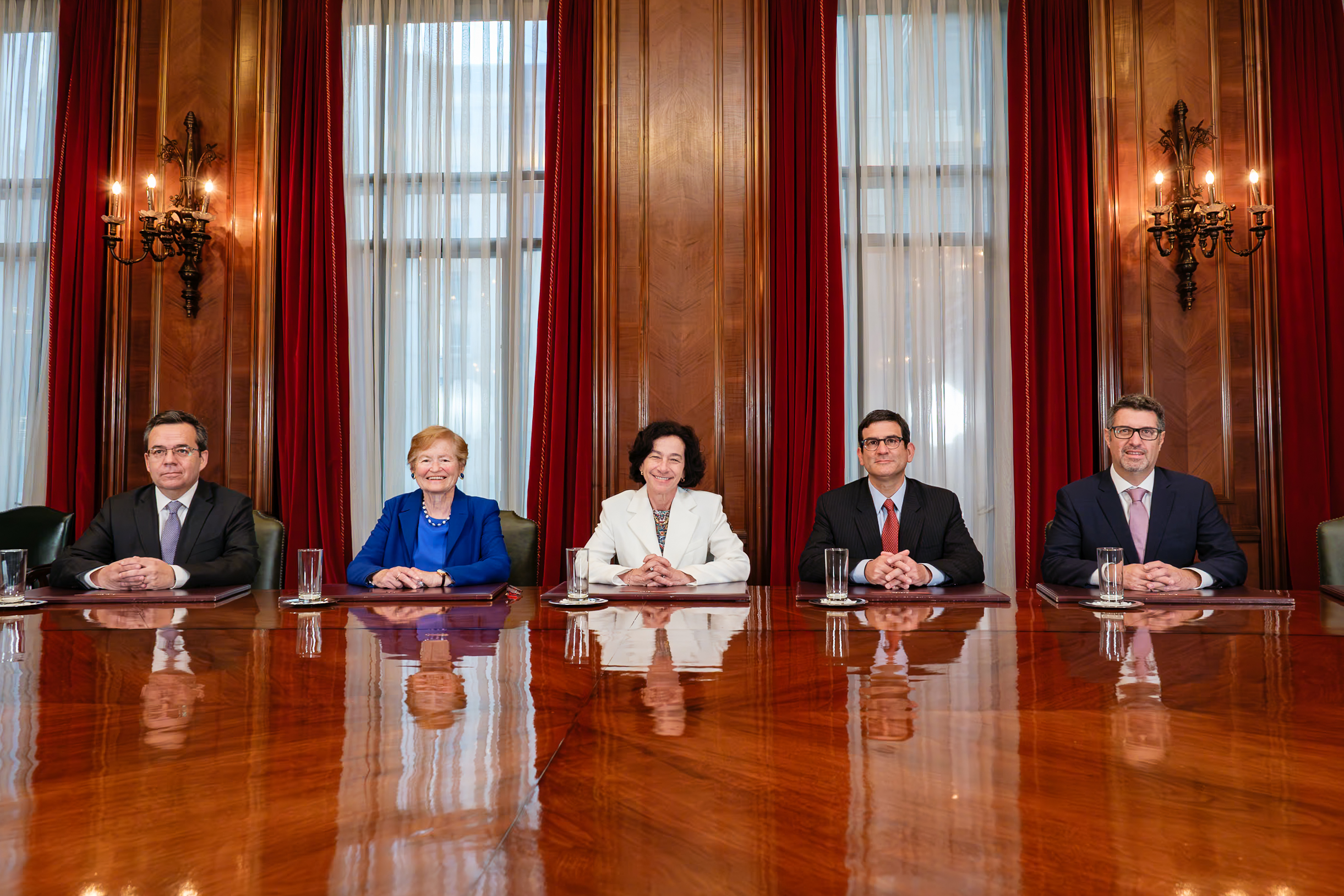
El Consejo del Banco Central de Chile actualmente. (de izquierda a derecha): Luis Felipe Céspedes (consejero); Stephany Griffith-Jones (vicepresidenta); Rosanna Costa (presidenta); Alberto Naudon y Claudio Soto (consejeros).

La autoridad máxima del Banco Central de Chile es su Consejo, que lo dirige y administra, y toma las decisiones de política monetaria, de regulación financiera y cambiaria. El Consejo tiene cinco integrantes, cada uno de ellos es designado por un período de diez años.
Cada dos años, el presidente de la República, mediante decreto supremo expedido por el Ministerio de Hacienda, envía al Senado el nombre de quien considera que puede ocupar el cargo de consejero que deja aquel que ha cumplido su período. El Senado lo somete a aprobación en sala y la designación se concreta si obtiene mayoría simple.
Cada cinco años, el Presidente de la República designa directamente de entre los cinco integrantes del Consejo al presidente del Banco Central. El vicepresidente es elegido por los integrantes del Consejo, por un período de dos años o por el tiempo que le reste como consejero.
Presidido por la economista Rosanna Costa, el Consejo está integrado desde febrero de 2024 por Stephany Griffith-Jones (como vicepresidenta) y como consejeros a Alberto Naudon, Luis Felipe Céspedes y Claudio Soto.

## Presidentes
Los presidentes del Banco Central de Chile durante su historia han sido:
|  | Nombre                         | Periodo                                           | Presidente de la República                    |
|  | ------------------------------ | ------------------------------------------------- | --------------------------------------------- |
|  | Ismael Tocornal Tocornal       | 1925 - 1929                                       | Arturo Alessandri Emiliano Figueroa           |
|  | Emiliano Figueroa Larraín      | 1929 - 1931                                       | Carlos Ibáñez del Campo                       |
|  | Francisco Garcés Gana          | 1931 - 1932                                       | Juan Esteban Montero                          |
|  | Armando Jaramillo Valderrama   | 1932 - 29 de diciembre de 1932                    | Arturo Alessandri                             |
|  | Guillermo Subercaseaux Pérez   | 1933 - 1939                                       | Arturo Alessandri                             |
|  | Marcial Mora Miranda           | 1939 - 1940                                       | Pedro Aguirre Cerda                           |
|  | Enrique Oyarzún Mondaca        | 1940 - 1946                                       | Pedro Aguirre Cerda Juan Antonio Ríos Morales |
|  | Manuel Trucco Franzani         | 1946 - 1951                                       | Gabriel González Videla                       |
|  | Arturo Maschke Tornero         | 1953 - 1959                                       | Carlos Ibáñez del Campo Jorge Alessandri      |
|  | Eduardo Figueroa Geisse        | 1959 - 1961                                       | Jorge Alessandri                              |
|  | Luis Mackenna Shiell           | 1962 - 1964                                       | Jorge Alessandri                              |
|  | Sergio Molina Silva            | 1964 - 1967                                       | Eduardo Frei Montalva                         |
|  | Carlos Massad Abud             | 1967 - 1970                                       | Eduardo Frei Montalva                         |
|  | Alfonso Inostroza Cuevas       | 1970 - 1973                                       | Salvador Allende                              |
|  | Carlos Matus Romo              | junio de 1973 - 11 de septiembre de 1973          | Salvador Allende                              |
|  | Eduardo Cano Quijada           | 1973 - 1975                                       | Augusto Pinochet                              |
|  | Pablo Baraona Urzúa            | 1975 - 1976                                       | Augusto Pinochet                              |
|  | Álvaro Bardón Muñoz            | 1977 - 1981                                       | Augusto Pinochet                              |
|  | Sergio de la Cuadra Fabres     | 1981 - 1982                                       | Augusto Pinochet                              |
|  | Miguel Kast Rist               | 23 de abril de 1982 - 2 de septiembre de 1982     | Augusto Pinochet                              |
|  | Carlos Cáceres Contreras       | 3 de septiembre de 1982 - 13 de febrero de 1983   | Augusto Pinochet                              |
|  | Hernán Felipe Errázuriz Correa | 14 de febrero de 1983 - 2 de mayo de 1984         | Augusto Pinochet                              |
|  | Francisco Ibáñez Barceló       | 12 de mayo de 1984 - 6 de enero de 1985           | Augusto Pinochet                              |
|  | Enrique Seguel Morel           | 7 de enero de 1985 - 3 de abril de 1989           | Augusto Pinochet                              |
|  | Manuel Concha Martínez         | abril de 1989 - 9 de diciembre de 1989            | Augusto Pinochet                              |
|  | Andrés Bianchi Larre           | 9 de diciembre de 1989 - 7 de diciembre de 1991   | Augusto Pinochet Ugarte Patricio Aylwin       |
|  | Roberto Zahler Mayanz          | 9 de diciembre de 1991 - 27 de junio de 1996      | Patricio Aylwin Eduardo Frei Ruiz-Tagle       |
|  | Carlos Massad Abud             | 16 de septiembre de 1996 - 1 de mayo de 2003      | Eduardo Frei Ruiz-Tagle Ricardo Lagos         |
|  | Vittorio Corbo Lioi            | 1 de mayo de 2003 - 6 de diciembre de 2007        | Ricardo Lagos Michelle Bachelet               |
|  | José De Gregorio Rebeco        | 7 de diciembre de 2007 - 7 de diciembre de 2011   | Michelle Bachelet Sebastián Piñera            |
|  | Rodrigo Vergara Montes         | 10 de diciembre de 2011 - 10 de diciembre de 2016 | Sebastián Piñera Michelle Bachelet            |
|  | Mario Marcel Cullell           | 11 de diciembre de 2016 - 27 de enero de 2022     | Michelle Bachelet Sebastián Piñera            |
|  | Rossana Costa Costa            | 3 de febrero de 2022 - presente                   | Sebastián Piñera Gabriel Boric                |

## Edificio del Banco Central

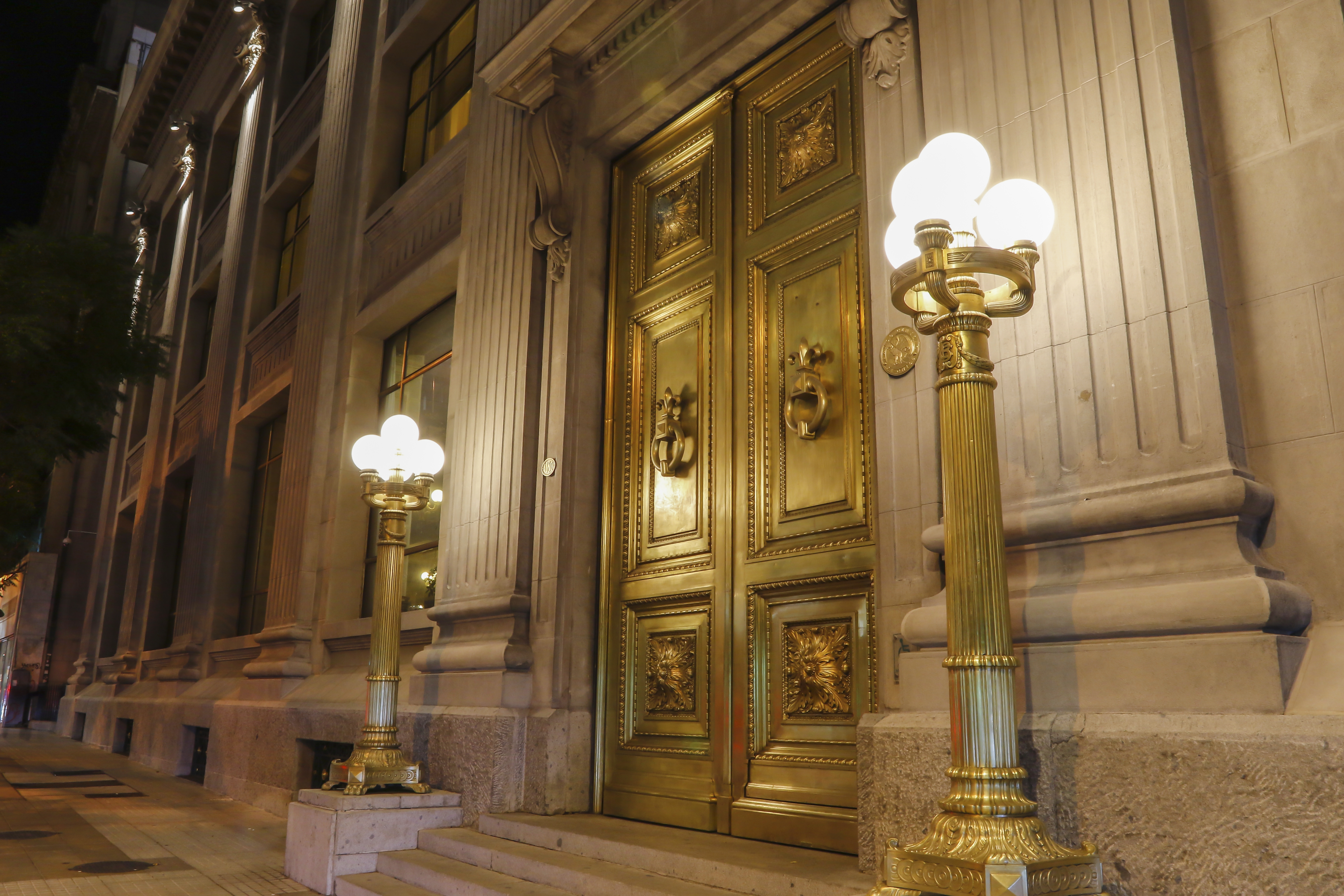
Acceso principal del banco en 2018.

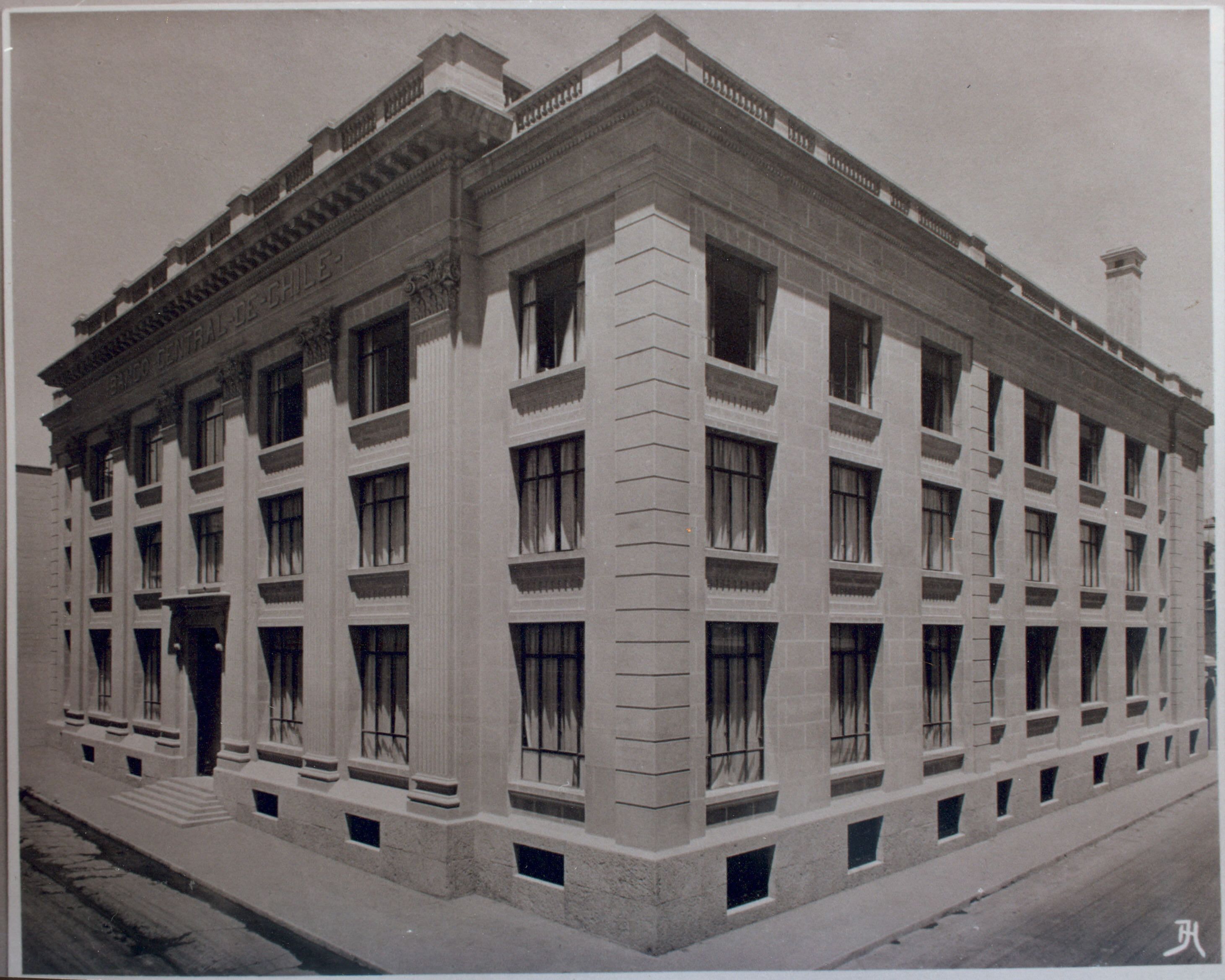
Edificio del banco en 1930.

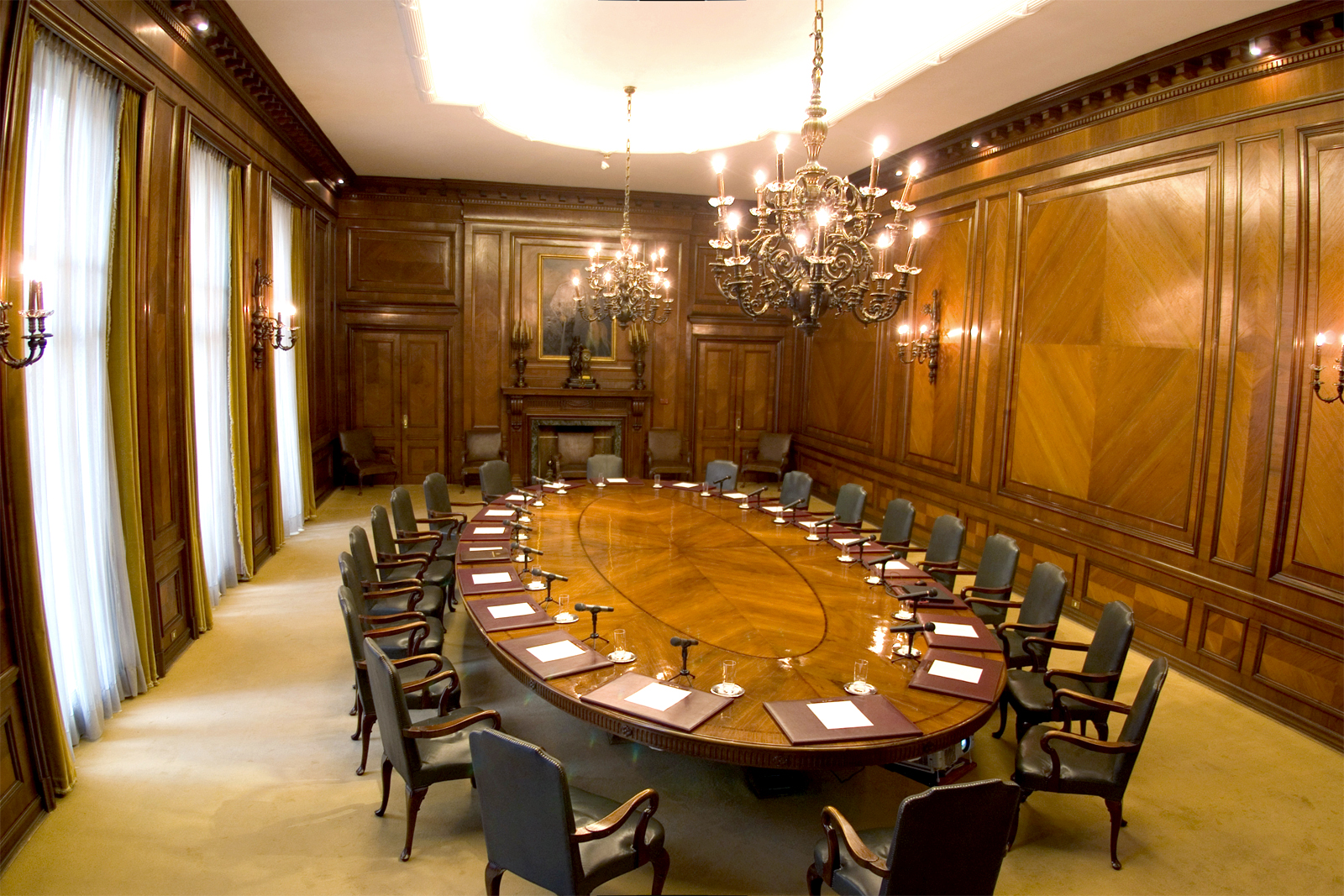
Sala donde se reúne el Consejo del Banco Central.

El primer lugar utilizado como sede por el Instituto Emisor se ubicaba en un antiguo local del Banco Santiago en Agustinas con Ahumada. Como describe la primera memoria del Banco, este espacio se hizo insuficiente, ya que «las condiciones ordinarias que requieren las edificaciones destinadas al giro bancario resultan insuficientes para un Banco Central que, además de las actividades propias de este comercio, tiene una sección como la de emisión que por sí sola necesita de un recinto especial extenso y apropiado a sus diferentes trabajos, con bóvedas suficientes para la segura custodia del papel billete, con amplio espacio destinado al trabajo de cancelación de los billetes deteriorados y con hornos adecuados».
La actual sede, ubicada en el centro de Santiago, en calle Agustinas, es un edificio de conservación histórica construido en un terreno de aproximadamente 3200 m². Tiene un estilo neoclásico ecléctico y recoge la tradición tipológica de los edificios bancarios ingleses, lo que se expresa en la fachada compuesta por pilastras a gran escala y por la decoración de los espacios interiores, en los que resalta el uso del bronce y del mármol. La obra, diseñada por el arquitecto Alberto Cruz Montt, comenzó su construcción en 1927 y contaba con tres pisos y un subterráneo, con 6494 m² de superficie edificada.
El terreno pertenecía, entonces, a la Caja de Ahorros de Santiago y, anteriormente, funcionó el primer monasterio de Chile, de las Monjas Agustinas, a las que se debe el nombre de la calle en que se emplaza el Banco. En ese mismo terreno, antiguamente, se encontraba la casona de la familia de Manuel Rodríguez Erdoíza. El costo total de edificio y el terreno fue de $ 9 381 920 de la época.
Una de las características del edificio es su gran puerta de bronce, que acompaña al edificio desde su fundación y a la que se accede ascendiendo por una escalinata central de cinco peldaños. La puerta fue construida por la Maestranza y Cerrajería Artísticas Carlos Mina e hijos. Hecha en dos pliegues, pesa seis mil kilos y tiene una altura de 6,2 metros y un ancho de 3,5 metros. El diseño cuenta con elementos clásicos característicos, siguiendo la línea del edificio, destacando la sobriedad decorativa. En el centro sobresale un par de aldabas y en sus segmentos laterales se acentúan piezas fitomorfas, en tanto que, en el módulo inferior de la hoja derecha, se observa una placa que dice “C. MINA e HIJOS, ERASMO ESCALA 3096-SANTIAGO DE CHILE”.
Posteriormente en 1937 se decide ampliar el edificio, lo que fue realizado por el arquitecto Josué Smith Solar y su hijo José Tomás Smith Miller, quienes respetaron el trabajo original de Alberto Cruz Montt, uniformando las fachadas del edificio y manteniendo la configuración que exhibe en la actualidad. Esta maciza y segura construcción remata en su frontis con una leyenda: “Banco Central de Chile”. Las líneas arquitectónicas de su fachada y los objetivos corporativos del Banco Central, tienen en común características tales como: solidez, orden, progreso y estabilidad. El 17 de diciembre de 1928 el edificio del Banco Central de Chile abrió sus puertas al público.

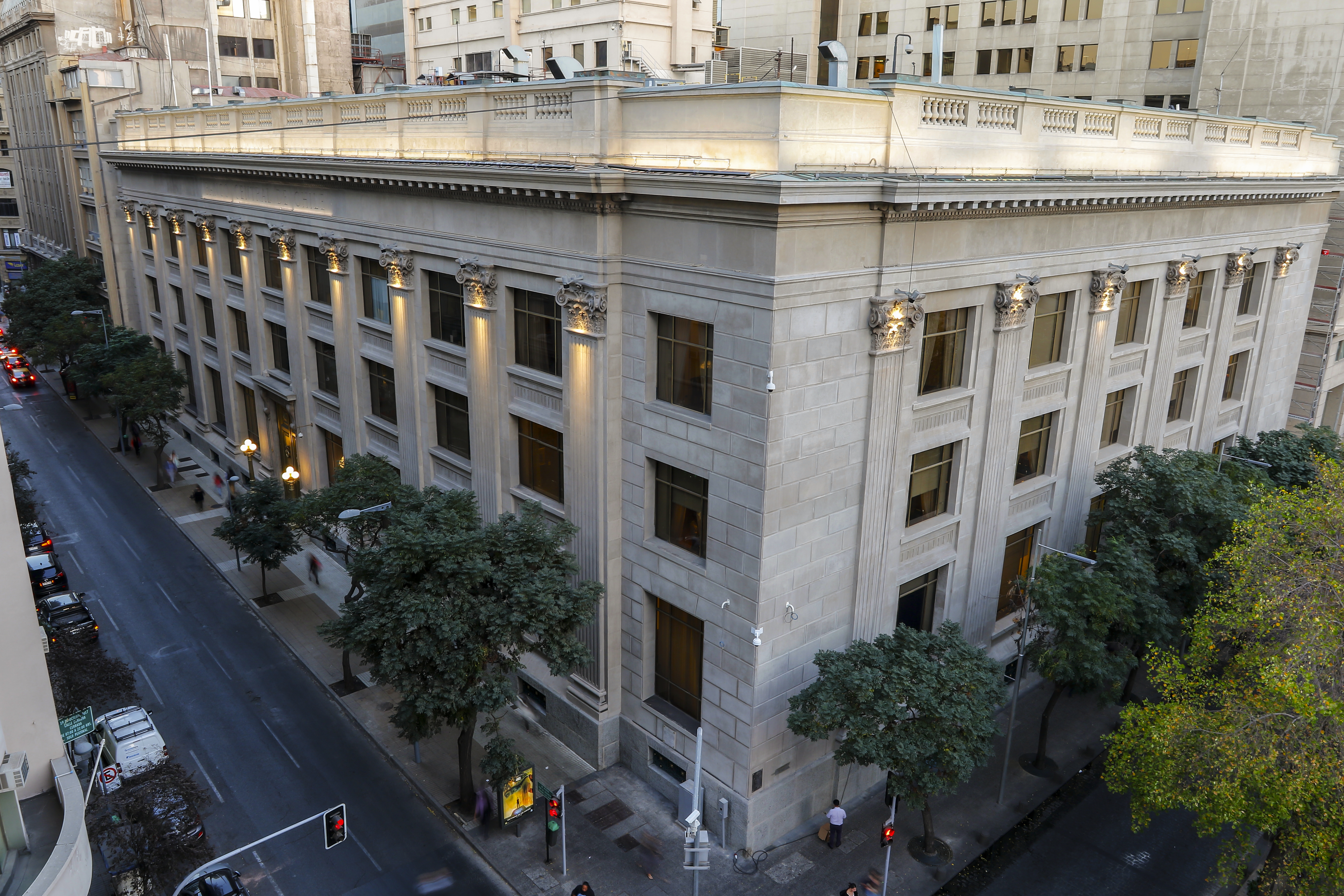
Fachada del Banco Central tras la restauración de 2018.

La segunda intervención se realizó entre octubre de 2016 y febrero de 2018, al cumplirse 90 años de su construcción. El objetivo del proyecto fue preservar el valor del edificio como una pieza del patrimonio arquitectónico de Chile y asegurar el estado de conservación para generaciones futuras. Para ello, se repararon y recuperaron revestimientos, estucos y ornamentos, lámparas y ventanas de bronce, además, de fisuras en sus ornatos exteriores que representaban un riesgo para los transeúntes. Un equipo de expertos realizó un exhaustivo y riguroso trabajo de recuperación de la puerta principal de bronce, una de las piezas más importantes en la arquitectura de esta construcción. También, se instaló un nuevo sistema de iluminación con tecnología de eficiencia energética. El ingreso principal a la sede del Banco está flanqueado por dos luminarias de pedestal asentadas sobre un plinto de concreto. Sus cinco luces de opalinas blancas descansan en un soporte bronceado. Estos faroles se incorporan posteriormente, ya que no aparecen en una fotografía del edificio de 1929.
El inmueble está clasificado como construcción de Conservación Histórica, denominación que resguarda a las edificaciones de importancia nacional, histórica y arquitectónica.
En 2012 fue inaugurado en su interior el Museo Numismático del Banco Central de Chile.